# Операция «Анадырь»
«Ана́дырь» — кодовое название секретной операции Генерального штаба Вооружённых сил СССР по скрытной доставке и размещению на острове Куба в 1962 году армейских боевых частей и подразделений, имевших на вооружении атомное оружие, включая атомные авиационные бомбы, баллистические ракеты средней дальности, тактические ракетные комплексы «Луна», «Сопка» и «фронтовые крылатые ракеты» с присоединяемыми к ним атомными боевыми головными частями. Семь дизельных ударных подводных лодок Военно-морского флота СССР, вооружённых ракетами и торпедами с атомными боевыми головными частями, обеспечивали безопасность морских перевозок советских войск и военных грузов в Атлантике. Разработку операции осуществляли маршал Иван Баграмян, генерал-полковник Семён Иванов и генерал-лейтенант Анатолий Грибков. Операция была ответом на попытку военной интервенции на Кубу со стороны США и инициировала тяжелейшее политическое, дипломатическое и военное противостояние СССР и США, которое могло привести к атомной мировой войне глобального масштаба и известно в истории международных отношений как Карибский кризис. Руководил операцией генерал армии И. А. Плиев.

## Политическая ситуация
1 января 1959 года Фидель Кастро объявил о победе революции на Кубе. Диктатура Батисты потерпела поражение; Батиста с семьёй навсегда покинул остров.
Первоначально в США восприняли эти события как смену диктаторов, поскольку Фидель Кастро происходил из состоятельной семьи. Однако после первого официального визита, совершённого в США, Кастро провёл аграрную реформу, национализировав американские латифундии, и национализировал предприятия, также в основном принадлежавшие американцам.
Таким образом, всего в 90 милях от Флориды появилось государство, проводившее антиамериканскую внешнюю политику. Уже в марте 1959 года президент США Д. Эйзенхауэр поставил перед ЦРУ задачу свержения нового кубинского режима.
В 1959 году США объявили Кубе экономическую блокаду. В то же время в СССР не очень доверяли Кастро, но после изучения обстановки решили оказать острову экономическую помощь. Никто больше не осмеливался бросить США вызов в их сфере влияния. В том же 1959 году теплоход «Дмитрий Пожарский» под руководством капитана Р. И. Евграшкина стал совершать регулярные рейсы на Кубу с различными грузами. В феврале 1960 года между СССР и Кубой было заключено первое долгосрочное торговое соглашение. Суда Балтийского и Черноморского пароходств в 1960-е годы ежегодно перевозили на Кубу 4-6 млн тонн нефтепродуктов, до 500 тыс. тонн зерна, 3-7 тыс. грузовых автомобилей и тракторов и другие народнохозяйственные грузы. Обратными рейсами советские суда доставляли в СССР от 1 до 3 млн тонн сахара-сырца.
17 апреля 1961 года бригада кубинских эмигрантов высадилась на Кубу, но уже к исходу 20 апреля была полностью разгромлена революционной армией Кубы. В конце 1961 года американцы открыли секретный проект под кодовым названием «Мангуст», в соответствии с которым к январю 1962 года кубинское подполье должно было поднять на острове мятеж и обратиться за военной помощью к США. Такая помощь должна быть оказана министерством обороны США.

### Советско-кубинское военное сотрудничество
Советско-кубинское военное сотрудничество началось после событий 4 марта 1960 года, когда на рейде порта Гаваны был взорван французский теплоход «La Coubre», доставивший боеприпасы, приобретённые в Бельгии. Все попытки кубинского правительства закупить вооружение в западных странах блокировались Соединёнными Штатами Америки. Вопрос о военном сотрудничестве был решён на пленуме Президиума ЦК КПСС, когда он постановил проинформировать руководство ЧССР об отсутствии возражений против оказания военной помощи Кубе.
В июле 1960 года в результате визита министра Революционных вооружённых сил Республики Куба Рауля Кастро было подписано коммюнике, в котором определялись долгосрочные обязательства СССР в отношении Кубы. Коммюнике не было секретным и советское правительство только за июль 1960 года дважды предупреждало правительство США о готовности оказывать Кубе помощь вплоть до военного содействия в обороне острова. На Кубу начались поставки военной техники из резервов, сохранившихся со времени второй мировой войны (около тридцати танков Т-34-85 и самоходных артиллерийских установок СУ-100.
Поскольку США игнорировали предупреждения СССР и послали бригаду вооружённых кубинских эмигрантов на остров — советское правительство решило оказать Кубе более значимую поддержку. 4 августа и 30 сентября 1961 года были заключены договоры о поставке военного снаряжения на льготных условиях. Всего планировалось поставить вооружений на сумму до 150 млн долларов, из которых Куба обязывалась выплатить только 67,5 млн. К концу марта 1962 года советские корабли доставили на остров до 400 танков, 40 истребителей МИГ-15 и МИГ-19, радиолокационные установки и т. д. Кубинских военных обучали как на месте, так и на военных базах на территории СССР.
С начала апреля 1962 года США стали проводить крупные учения в Карибском море по отработке десантирования морских пехотинцев. Размах учений (до 10 тысяч морских пехотинцев) и выбранный рельеф местности указывали на однозначные планы вторжения на Кубу. Для усиления обороны острова 12 апреля Политбюро приняло решение выслать дополнительно 4 дивизиона пусковых установок ракет ПВО С-75, 10 фронтовых бомбардировщиков Ил-28, 4 пусковых установки тактических крылатых ракет П-15, а также ещё 650 военных советников в дополнение к уже работающим 300. Тем не менее, существовало понимание того, что даже присутствие советского контингента не удержит США от агрессии.

### Военно-политические предпосылки
Географическое расположение Кубы в подбрюшье США (или, в соответствии с доктриной Монро, на «заднем дворе США») делало остров в глазах советского военно-политического руководства весьма привлекательным для дислокации стратегических ядерных сил СССР. Общеполитическая ситуация была такова — американские ракеты размещались в Европе по периметру советских границ (в Великобритании было развернуто 60 ракет «Тор», в Италии — 30 ракет «Юпитер» и в Турции — 15 ракет «Юпитер»); с воздуха велась непрерывная разведка советской территории. Особое беспокойство советского правительства вызывали ракеты в Турции, поскольку подлётное время до Москвы, по словам министра обороны СССР Р. Малиновского, составляло всего 10 минут.
Кроме того, по состоянию на начало 1962 года США обладали подавляющим превосходством в ядерных вооружениях: ядерная триада Советского Союза насчитывала всего 405 стратегических ядерных боезарядов, в то время как потенциал США был как минимум в 15 раз больше. Не могли вызвать оптимизма советского руководства и Единый комплексный оперативный план (англ. Single Integrated Operational Plan, SIOP) по применению ядерного оружия в войне против СССР. Так, план SIOP-1, принятый в 1960 году, предусматривал использование против СССР 3500 ядерных зарядов, а план SIOP-2 редакции 1961 года — уже 6000 ядерных зарядов.
В качестве ответной меры и чтобы заставить США пойти на переговоры по ядерным вооружениям в Европе, 24 мая 1962 года на расширенном заседании Президиума ЦК КПСС было принято решение о размещении советских ракет средней дальности (РСД) с ядерными боеголовками на территории Республики Куба. Согласование деталей операции по размещению ракет с кубинской стороной проходило в ходе визита советской делегации на Кубу с 31 мая по 9 июня 1962 года. В состав делегации вошли: кандидат в члены Политбюро ЦК КПСС Ш. Рашидов, главком РВСН Маршал Советского Союза С. Бирюзов, генерал-лейтенант авиации С. Ушаков, генерал-майор П. Агеев. Советское предложение вызвало «недоумение» и даже «растерянность» у Фиделя Кастро, однако аргументы об «опасности американской агрессии» его убедили.
В конце июня в Москву прибыл с рабочим визитом Рауль Кастро, который вместе с советским коллегой Р. Малиновским подписал секретный межправительственный «Договор между Правительством Республики Куба и Правительством Союза Советских Социалистических Республик о размещении Советских Вооружённых Сил на территории Республики Куба», подготовленный Главным оперативным управлением Генерального штаба. 27 августа Хрущёв принимает поправки Ф. Кастро к парафированному документу. В окончательном проекте договора отмечалось, что СССР «для усиления её обороноспособности» перед лицом опасности агрессии извне направит на Кубу свои Вооружённые силы, способствуя таким образом «поддержанию мира во всём мире». В случае агрессии против Республики или нападения на советские вооружённые силы, размещённые на её территории, правительства Кубы и СССР, используя право на индивидуальную или коллективную оборону, предусмотренное статьёй 51 Устава ООН, предпримут «все необходимые меры для отражения агрессии».

### Дипломатический кризис и его следствия
Отличительной особенностью операции «Анадырь» было то, что министерство иностранных дел СССР не было поставлено в известность о проводившихся высшим военным и политическим руководством СССР «мероприятиях». Обычные дипломатические каналы оказались «закрыты», что впоследствии вызвало тяжелый дипломатический кризис в отношениях между СССР и США и, в условиях взаимного недоверия, острого дефицита времени, отсутствия нормально работающей дипломатической связи и общепризнанных процедур консультаций, едва не привело к ракетно-ядерной войне глобального масштаба.
Обмен информацией между высшими политическими и военными кругами СССР и США в разгар кризиса осуществляли: со стороны СССР — офицер внешней разведки КГБ Александр Феклисов (оперативный псевдоним Фомин) и его непосредственный начальник в Москве генерал-майор Александр Сахаровский; со стороны США — младший брат президента США министр юстиции Роберт Кеннеди и его доверенное лицо американский журналист Джон Скали. Этот необычный и драматический эпизод межправительственных контактов на высшем уровне вошёл в историю под названием «канал Скали—Фомин».
Следствием «Карибского кризиса» стали двусторонние дипломатические консультации СССР и США о предотвращении подобных тяжелых инцидентов в будущем и установление процедуры немедленного взаимного информирования сторон, в том числе — путём прямых переговоров лидеров стран. С этого времени существует круглосуточный устойчивый прямой канал связи (до 1991 года — между лидером СССР и Президентом США; с 1991 года — между Президентом РФ и Президентом США).

## Операция «Анадырь»
Разработку плана по доставке и размещению советской группы войск на Кубе возглавил Маршал Советского Союза И. Х. Баграмян — заместитель Министра обороны СССР — начальник тыла Вооружённых сил СССР, а по другим данным — начальник Главного оперативного управления Генерального штаба генерал-полковник С. П. Иванов. Чтобы навести потенциального противника на мысль о подготовке «мероприятий» на севере СССР, операции было дано название «Анадырь»; личному составу воинских подразделений, привлекавшихся к операции, выдали лыжи, валенки и армейские овчинные тулупы. В приказах было объявлено, что воинские контингенты направляются для выполнения «специальных мероприятий», без указания сроков и места переброски. Части и подразделения немедленно доводились до штатов «военного времени», личному составу выдавалось стрелковое оружие и боеприпасы, проходили интенсивные тренировки и учения в условиях, максимально «приближенных к боевым» для сплачивания подразделений, проверки функционального состояния аппаратуры и техники. Одновременно готовились площадки для погрузки контингента в железнодорожные составы, выделялся подвижной состав, определялся порядок и сроки переброски техники и войск в морские порты погрузки. Мероприятия сопровождались строгим режимом секретности и проведением мер дезинформации потенциального противника. Американской разведке и разведке НАТО не удалось своевременно и точно вскрыть цель, задачи и масштаб проводившейся операции. Сведения, добытые разведывательным сообществом США и разведками стран НАТО, были неполными и разрозненными. «Де-факто» в Вашингтоне ясно поняли, что происходит, только после получения дешифрованного фотоснимка, сделанного разведывательным самолётом «U-2» 14 октября 1962 года.

### Планируемый состав группировки
К 20 июня была сформирована группа советских войск на Кубе для развёртывания на острове:
- подразделения ракетных войск стратегического назначения в составе сводной 51-й ракетной дивизии[к 1] (16 пусковых установок и 24 ракеты Р-14), 79-го ракетного полка 29-й ракетной дивизии и 181-го ракетного полка 50-й ракетной дивизии (24 пусковые установки и 36 ракет Р-12) с приданными им ремонтно-техническими базами, частями и подразделениями обеспечения и обслуживания. Ядерный потенциал дивизии в первом пуске достигал 70 мегатонн;
- сухопутные войска прикрытия ракетных сил: 302, 314, 400 и 496-й мотострелковые полки;
- войска противовоздушной обороны: 11-я зенитно-ракетная дивизия ПВО (12 установок С-75 со 144 ракетами), 10-я зенитная дивизия ПВО (зенитная артиллерия), 32-й гвардейский истребительный авиационный полк (40 фронтовых истребителей МиГ-21Ф-13, 6 учебно-тренировочных самолётов МиГ-15УТИ);
- военно-воздушные силы: 134-я отдельная авиационная эскадрилья (11 самолётов); 437-й отдельный вертолётный полк (33 вертолёта Ми-4); 561 и 584-й полки крылатых ракет (16 пусковых установок, из них 12 установок ещё не принятых на вооружение тактических ракет «Луна»);
- военно-морской флот: 18-я дивизия и 211-я бригада подводных лодок (11 подводных лодок), 2 плавбазы, 2 крейсера, 2 ракетных и 2 артиллерийских эсминца, бригада ракетных катеров (12 единиц); отдельный подвижной береговой ракетный полк (8 пусковых установок буксируемого берегового ракетного комплекса «Сопка»); 759-й минно-торпедный авиационный полк (33 самолёта Ил-28); отряд судов обеспечения (5 единиц);
- подразделения тыла: полевой хлебозавод, три госпиталя (600 койкомест), санитарно-противоэпидемический отряд, рота обслуживания перевалочной базы, 7 складов.

На Кубе планировалось сформировать группировку советских в составе надводных кораблей и 20-й эскадры подводных лодок, общее командование группировкой возлагалось на заместителя командующего ГСВК по ВМФ вице-адмирала Г. С. Абашвили.
В состав надводной эскадры планировалось включить 26 кораблей:
- крейсера пр. 68-бис — «Михаил Кутузов» и «Свердлов»;
- ракетные эсминцы проекта 57-бис «Гневный», «Бойкий»;
- артиллерийские эсминцы проекта 56 «Светлый» и «Справедливый»;
- бригаду ракетных катеров проекта 183Р «Комар» — 12 единиц;
- 8 вспомогательных судов, в том числе 2 танкера, 2 сухогруза, 1 плавмастерская.

В состав 20-й эскадры подводных лодок планировалось включить:
- дизельные ракетные подводные лодки проекта 629: К-36, К-91, К-93, К-110, К-113, К-118, К-153 с баллистическими ракетами Р-13;
- дизельные торпедные подводные лодки проекта 641: Б-4 «Челябинский комсомолец», Б-36, Б-59, Б-130;
- плавбазы проекта 310 «Дмитрий Галкин», «Фёдор Видяев».

Командующим ГСВК был назначен генерал И. А. Плиев.
Перебазирование подводных лодок на Кубу было выделено в отдельную операцию под кодовым наименованием «Кама».

### Переброска войск и техники
Доставка войск на Кубу планировалась гражданскими судами Министерства морского флота СССР.
Для организации и координации перевозок в Гаване была организована Комендатура военных сообщений 1 разряда. Начальником комендатуры был назначен майор Иван Семенович Черницкий.
Общая численность передислоцируемой группы войск составляла 50 874 человека личного состава и до 3000 человек гражданского персонала; необходимо было перевезти свыше 230 000 тонн материально-технических средств. По предварительным расчётам, для осуществления перевозки ракет необходимо было до четырёх месяцев и не менее 70 морских судов. Реально в июле-октябре в операции «Анадырь» приняли участие 85 грузовых и пассажирских судов, которые совершили 183 рейса на Кубу и обратно. Позже А. Микоян утверждал: «только на транспорт мы израсходовали 20 миллионов долларов».
Генерал армии А. И. Грибков (один из ведущих разработчиков плана операции) вспоминает:

Быстрая и организованная подготовка войск к отправке принесла свои плоды, и это дало основание доложить 7 июля Н. С. Хрущёву о готовности Министерства обороны по реализации плана «Анадырь»…
Перевозка личного состава и техники морем производилась на пассажирских и сухогрузных судах торгового флота из портов Балтийского, Чёрного и Баренцева морей (Кронштадт, Лиепая, Балтийск, Севастополь, Феодосия, Николаев, Поти, Мурманск).

Погрузка производилась в обстановке повышенной секретности. О пункте разгрузки не сообщалось даже старшим офицерам. Капитанам судов были выданы три пакета с секретными инструкциями. Первый пакет надлежало вскрыть после оставления территориальных вод СССР. В пакете № 1 говорилось, что пакет № 2 необходимо вскрыть после прохода Босфора и Дарданелл. В пакете № 2 предписывалось вскрыть пакет № 3 после прохода Гибралтара. И только в пакет № 3 был вложен окончательный приказ: «Следовать на Кубу».
Для отражения возможного нападения на судах устанавливались ручные пулемёты. На палубах судов, шедших с особо ценным грузом (ракетами и ядерными боеголовками), устанавливались замаскированные малокалиберные зенитные пушки.
10 июля 1962 года к Кубе вышел первый транспорт. Прибытие транспортов на Кубу ожидалось 26 июля. Для разгрузки были выбраны следующие порты: Гавана, Мариэль, Матансас, Кабаньяс, Баия-Онда, Ла-Исабела, Нуэвитас, Никаро, Касильда, Сьенфуэгос, Сантьяго-де-Куба. Суда начали подходить к Кубе 25 июля 1962 года.

Размещение советской группировки войск

Из-за того, что погрузка транспортов осуществлялась одновременно во многих портах, проход караванов советских судов по проливам (Датскому, Босфору и Дарданеллам) не остался без внимания разведки стран НАТО. Западные разведслужбы начали плотно контролировать движение транспортов. Так, 31 июля советское правительство заявило протест против использования самолётов-разведчиков НАТО, совершавших облёты и фотографирование советских судов со сверхмалых высот. Насколько это были малые высоты, говорит следующая телеграмма:

Секретно. Лично. Товарищу Козлову Ф. Р. Докладываем:
На подходе к о. Куба советские суда систематически облетаются самолётами США. В сентябре с. г. зарегистрировано до 50 случаев облёта 15 советских судов. Облёты совершаются на критически опасных высотах.
12 сентября в 4.00 по московскому времени судно «Ленинский комсомол» было дважды облётано неизвестным самолётом при подходе к порту Никаро. После очередного захода самолёт врезался в море в 150 метрах от судна и затонул.

По мере приближения судов к Кубе к облётам добавились и сближения со сторожевыми кораблями ВМС США. Начиная с 18 сентября 1962 года американские военные корабли стали постоянно запрашивать советские транспорты о характере перевозившегося груза.
9 сентября в порт Касильда были доставлены первые 6 ракет «Р-12». 15 сентября — ещё 8 ракет «Р-12». 4 октября в порт Мариэль на теплоходе «Индигирка» было доставлено свыше 160 ядерных зарядов, в том числе 60 боеголовок к ракетам «Р-12» и «Р-14», 12 боеголовок к ракетам «Луна», 80 зарядов для фронтовых крылатых ракет, 6 авиабомб и 4 морские мины. Всего на момент 24 октября для 51-й ракетной дивизии успели доставить 36 ракет Р-12, а также 6 ложных (в некоторых источниках — учебных) Р-12; 36 головных частей с ядерными боезарядами для Р-12; 24 головные части с ядерными боезарядами для Р-14. Введённая американцами блокада не позволила доставить ракеты Р-14 на Кубу, поэтому 25 сентября командованием ВМФ СССР был отменён поход надводных кораблей на Кубу. Причиной также была невозможность обеспечить прикрытие флота с воздуха. План операции «Анадырь» предусматривал прикрытие похода с аэродрома столицы Гвинеи Конакри (построенного, кстати, советскими специалистами и способного принимать в том числе стратегическую авиацию). Но с началом противостояния СССР и США правительство Секу Туре отказало Советскому Союзу в использовании аэродрома. Считается, что это было сделано в обмен на американскую помощь в 16 миллионов долларов. Без истребительной поддержки время жизни эскадры надводных кораблей в условиях авианалёта должно было составить от 18 до 29 минут.

### Реакция США
Руководство США не могло не заметить переброски войск и техники на Кубу. Если с января до июля в кубинские порты приходило в среднем 14 советских сухогрузов в месяц, то в августе их число удвоилось, а в сентябре — утроилось. В дополнение к советским судам на Кубу приходили и суда из социалистических стран. Всего к октябрю общее количество судов стран Варшавского договора, прибывших на Кубу, было 379, на 85 больше, чем за тот же период 1961 года.
29 августа американский самолёт-разведчик U-2 обнаружил пусковые установки зенитных ракет С-75 и позиции крылатых ракет береговой обороны. Поскольку 9 сентября 1962 года зенитно-ракетным комплексом С-75 над территорией Китая был сбит разведчик U-2, полёты U-2 над Кубой в период с 18 сентября по 13 октября были приостановлены (в указанный промежуток времени разведка осуществлялась сверхзвуковыми истребителями F-104).
5 сентября американцы узнали о размещении истребителей МиГ-21; 28 сентября — бомбардировщиков Ил-28.
27 сентября Конгресс США совместной резолюцией обеих палат № 230 дал право президенту страны использовать вооружённые силы против Кубы.
4 октября Конгресс США рекомендовал правительству США начать интервенцию на Кубу силами Организации американских государств.
В октябре разведке стало известно о наличии на Кубе ракет «Луна».
В октябре (по другим данным — в ноябре) пара истребителей МиГ-21 предприняла попытку перехвата американского истребителя F-104 (по другим данным — F-101). Несмотря на то, что посадить самолёт-нарушитель не удалось, после этого эпизода ни один из американских самолётов не появлялся вблизи аэродрома базирования истребителей МиГ-21.
14 октября во время первого же облёта территории острова разведывательный самолёт U-2, который пилотировал майор Ричард Хейзер, сделал первые снимки советских позиций баллистических ракет Р-12. Анализ снимков показал, что схема расположения пусковых площадок и систем обслуживания совпадает со схемой размещения площадок ракет средней дальности в Советском Союзе. Идентифицировать ракеты помог советский офицер, работавший на разведки Великобритании и США, Олег Пеньковский. Ранее, в 1961 году, он передал американцам совершенно секретный справочник с фотографиями основных советских ракет.

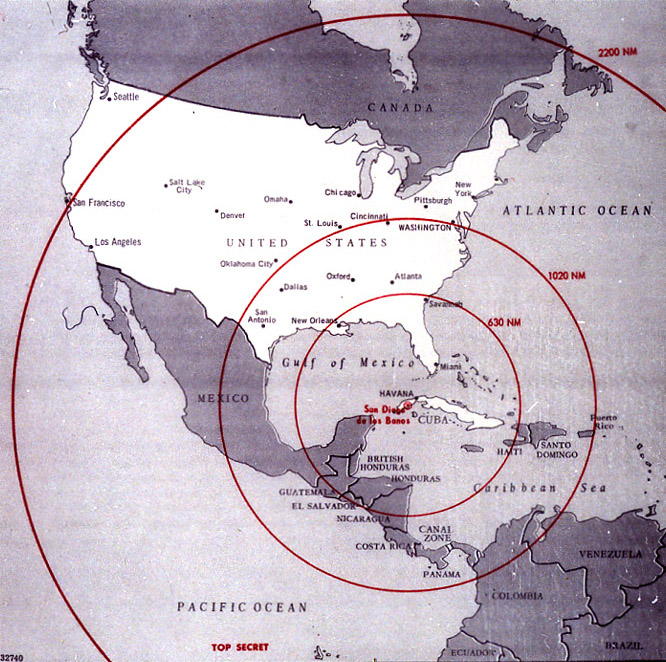
Зоны поражения ракетами территории США:
Р-14 (бо́льший радиус)
Р-12 (средний радиус)
тактическими ракетами (малый радиус). Указанный радиус применения тактических ракет 630 морских миль не соответствовал возможностям ракет «Луна» и «Сопка», и они по видимому, предназначались только для отражения вторжения США.

16 октября информация о пусковых установках ракет средней дальности была доведена до президента США Джона Кеннеди. Эта дата считается началом событий, которые в мировой истории известны как Карибский кризис.
22 октября США объявили о введении полной морской блокады Кубы с 10 часов утра 24 октября. Официально эти действия были названы американской стороной как «карантин острова Куба», так как объявление блокады означало автоматическое начало войны. США требовали от всех судов, направлявшихся на Кубу, полной остановки и предъявления груза к досмотру. В случае отказа командира корабля допустить на борт осмотровую команду ВМС США предписывалось подвергнуть корабль аресту и препроводить его в американский порт.
22 октября на подходе к острову и в зоне блокады уже находилось 22 советских судна. В этих условиях министр морского флота СССР В. Г. Бакаев предложил руководству страны находившиеся на подходе к Кубе 6 советских судов ввести в кубинские порты. Решение было принято, и шесть судов (включая «Александровск», перевозивший ядерные боеприпасы — 24 боеголовки для ракет Р-14 и 44 боеголовки для оперативно-тактических крылатых ракет) прибыли 22-23 октября в порты Кубы. Остальные транспорты (включая транспорты, загруженные ракетами Р-14, оборудованием и личным составом войск РВСН) возвратились назад в порты СССР.
После введения блокады Кубы военно-морскими силами США выполнение плана операции «Анадырь» советским руководством было приостановлено. В то же время реализация плана операции «Кама» (в соответствии с которым на Кубу должны были передислоцироваться четыре дизельных торпедных подводных лодки Б-4, Б-36, Б-59 и Б-130) была продолжена и советские подлодки, выполняя приказ, направлялись к острову.

## Результаты операции «Анадырь»
В результате массовой скрытной передислокации войск к 27 октября доставленные на Кубу ракеты Р-12 были готовы к нанесению ядерного удара по территории США. Несмотря на то, что ракеты были доставлены на Кубу 9 сентября, обнаружены они были только 14 октября. Причём оставалось неизвестным для США как количество ракет, так и количество ядерных боеприпасов на Кубе: факт доставки тактических ядерных боеприпасов разведкой США установлен не был.
Общая численность группировки советских войск оценивалась американцами не более чем в 22 тысячи человек, в то время как на Кубу уже было перевезено 43 тысячи человек личного состава.
Созданная Группа советских войск на Кубе (ГСВК) насчитывала:
- 2 дивизиона ракет средней дальности Р-12;
- 2 подразделения крылатых ракет;
- 4 мотострелковых полка;
- 2 танковых батальона;
- истребительный авиационный полк (40 новейших самолётов МиГ-21Ф-13 и 6 учебно-тренировочных самолётов МиГ-15УТИ на базе 32-го гвардейского истребительного авиационного Виленского орденов Ленина и Кутузова полка, полк получил наименование 213-й истребительный авиационный полк)[10];
- 42 бомбардировщика Ил-28;
- зенитно-ракетные комплексы С-75;
- ствольная зенитная артиллерия.

Единственными надводными кораблями, перебазированными на Кубу, были 12 ракетных катеров проекта 183Р с крылатыми ракетами П-15, перевезённые в трюмах сухогрузов.
Поставленные советским правительством военно-политические цели были в основном достигнуты:
1. США пошли на переговоры по разоружению ракетных баз в Западной Европе в обмен на вывод ракет с Кубы (к концу 1963 года все американские ракеты «Тор» и «Юпитер» были выведены из стран Западной Европы и Турции);
2. США публично заявили об отказе от планов вооружённого свержения правительства Кастро;
3. Открытое противостояние с США повысило авторитет Советского Союза перед лицом его союзников.

31 октября 1962 года  советское руководство направило Фиделю Кастро подробное письмо, объясняющее мотивы его действий.
29 мая 1963 года было подписано соглашение между СССР и республикой Куба об оставлении на острове символического количества советских войск — мотострелковой бригады. Группа советских войск на Кубе (ГСВК) была переименована в Группу Советских военных специалистов на Кубе (ГСВСК).
Указом Президиума Верховного Совета СССР № 1739 от 1 октября 1963 года «за образцовое выполнение специального задания правительства» 1001 военнослужащий был награждён орденами и медалями:
- орденом Ленина — 18 человек
- орденом Красного Знамени — 38
- орденом Красной Звезды — 591
- орденом «Знак Почёта» — 1
- медалью «За отвагу» — 138
- медалью «За боевые заслуги» — 205,
- медалью «За трудовую доблесть» — 6
- медалью «За трудовое отличие» — 4 чел.

## Рассекречивание информации
Только в начале 1990-х прошли первые международные конференции по Карибскому кризису. Когда на встрече в Гаване один из основных участников разработки операции «Анадырь» генерал Анатолий Грибков рассказал о переброске на Кубу 42 тыс. советских военнослужащих и тактического ядерного оружия, американская делегация была в шоке и стала утверждать, что, по их сведениям, на Кубе было максимум 15 тысяч советских войск, а ядерного тактического оружия и вовсе не было, потому что они его не обнаружили, рассказывает историк Михаил Гаврилов.
Из рассекреченных в 2001 году в США документов стало известно, что уже в ноябре 1961-го американцы разработали план «Мангуст», чтобы руками контрреволюционеров организовывать на Кубе экономический саботаж, взрывы портов и нефтехранилищ, поджоги плантаций сахарного тростника, убийство Фиделя Кастро. Позднее был составлен внушительный список необходимых для начала военных действий провокаций.
По рассекреченным в 2017 году данным Министерства обороны Российской Федерации, на Кубе в период с 1 августа 1962 года по 16 августа 1964 года погибли 64 советских гражданина.
Доклад маршала Малиновского Хрущёву о готовности армии к операции на Кубе был рассекречен весной 2022 года.
24 октября 2022 г. в г. Москве в Центральном музее Вооруженных Сил Российской Федерации открылась историко-документальная выставка «Карибский кризис. 60 лет спустя», организованная Федеральным архивным агентством, Российским государственным архивом новейшей истории, Российским историческим обществом при поддержке фонда «История Отечества» и ПАО «Транснефть».

## Комментарии
1. ↑  51-я ракетная дивизия сформирована 1 июля 1962 года. Входила в состав 43-й ракетной армии. Командир дивизии генерал-майор Стаценко И. Д. Расформирована 4 января 1963 года[5].